# Tyrannidem opprimere

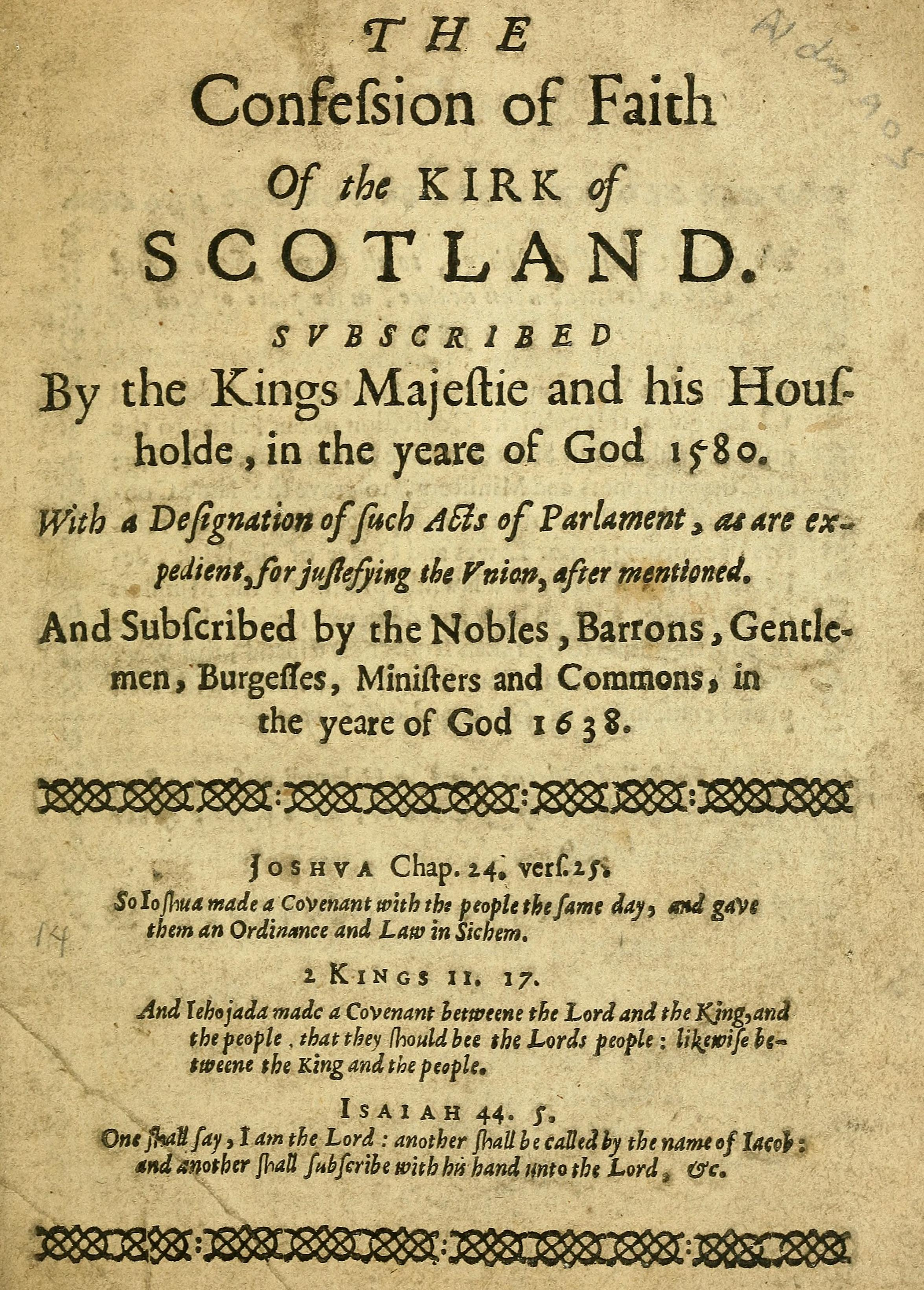
Scots Confession

Tyrannidem opprimere (lateinisch: „der Tyrannei widerstehen“) ist ein Begriff aus der politischen Ethik des Protestantismus, besonders reformierter Prägung. Die Formulierung Tyrannidem opprimere (englisch: to represse tyrannie) begegnet in Artikel 14 der Scots Confession (Confessio Scotica) von 1560.

## Vorgeschichte: Das Magdeburger Bekenntnis
Die Confessio Scotica trägt die Handschrift des Reformators John Knox, der als enger Schüler Johannes Calvins gilt. Mit der Widerstandslehre griff Knox allerdings eine andere Tradition auf:
Nach der Niederlage des Schmalkaldischen Bundes in der Schlacht bei Mühlberg (1547) sammelten sich im geächteten Magdeburg die Lutheraner, die nicht zur Annahme des Augsburger Interim bereit waren. In Magdeburg wurden zahlreiche oppositionelle Schriften gedruckt (daher die Bezeichnung der Stadt als „Unseres Herrgotts Kanzlei“). Im April 1550 erschien das Magdeburger Bekenntnis (Bekentnis, Unterricht und Vermanung des Pfarrhern und Prediger der Christlichen Kirchen zu Magdeburgk), das eine innovative Weiterentwicklung des lutherischen Widerstandsrechts darstellte. Es verband zwei Argumentationslinien: das verfassungsrechtlich begründete Widerstandsrecht der Reichsstände und das Recht auf Notwehr, das auch der Privatperson zustehe. Die „untere Obrigkeit“ wurde zur legitimen Trägerin des Widerstands gegen eine gottlose „hohe Obrigkeit“ erklärt.
Johannes Sleidanus (De statu religionis et reipublicae Carolo V Caesare commentarii, 1555) vermittelte diese Impulse nach Frankreich, England und in die Niederlande. Die Magdeburger „untere Obrigkeit“ als Trägerin des Widerstands begegnet bei Théodore de Bèze als officiers du royaume, bei Philippe Duplessis-Mornay als regni proceres, bei Jean Boucher als ministri regni. Sie ist somit ein wiederkehrendes Motiv in den Schriften der reformierten Monarchomachen.
William Maitland, Staatssekretär Maria Stuarts, zitierte vor der schottischen Generalversammlung Martin Luther, Philipp Melanchthon, Martin Bucer, Wolfgang Musculus und Johannes Calvin, um John Knox’ politische Ethik zu widerlegen. Knox dagegen berief sich gegenüber der Versammlung auf das Magdeburger Bekenntnis, das er so zusammenfasste: „Einem Tyrannen widerstehen heißt nicht Gott widerstehen oder Gottes Gebot“.

## The Scots Confession
Auf die Rekatholisierungspolitik Maria Tudors reagierten ab 1553 mehrere Autoren, indem sie die Bevölkerung zu Umsturz und Tyrannenmord aufriefen. John Ponet und Christopher Goodman bezogen ihre Argumente vorwiegend aus dem Alten Testament, da Marias Religionspolitik als Götzendienst verstanden wurde. Bei John Knox bekam der Widerstand gegen Maria Tudor zusätzlich eine misogyne Komponente (First Blast of the Trumpet Against the Monstruous Regiment of Women, 1558).
Ian Hazlett charakterisiert die Confessio Scotica als Mischung von evangelischem Aktivismus und dogmatischer Apologetik, wodurch sie unter den reformierten Bekenntnisschriften ungewöhnlich sei. In Artikel 14 wird erläutert, „welche Werke bei Gott als gut angesehen werden.“ Unter anderem seien dies:
| vitae bonorum adesse                      | to save the lives of innocents | das Leben der Guten schützen                           |
| tyrannidem opprimere                      | to represse tyrannie           | die Tyrannei unterdrücken                              |
| ab infirmioribus vim improborum defendere | to defend the oppressed        | die Schwachen vor der Tyrannei der Gottlosen bewahren. |

Die Formulierung to represse tyrannie gebrauchte Knox bereits in seinem Pamphlet gegen Maria Tudor (First Blast of the Trumpet). Die Confessio Scotica erklärt Widerstand gegen die tyrannische Obrigkeit nicht nur für erlaubt, sondern für ein von Gott gebotenes gutes Werk.

## Karl Barth
Im März 1938 hielt Karl Barth an der Universität Aberdeen eine Vorlesungsreihe (Gifford Lectures) zum Thema Gotteserkenntnis und Gottesdienst nach reformatorischer Lehre. In der 19. Vorlesung führte er unter dem Titel Der politische Gottesdienst aus: Es sei Aufgabe des Staates, für Recht, Frieden und Freiheit zu sorgen (vgl. die 5. Barmer These). Insofern gebe es einen politischen Gottesdienst, nämlich die Wahrnehmung dieser Aufgabe (unabhängig von der persönlichen Religiosität der betreffenden Politiker). Der Staat könne diese Aufgabe verfehlen und zum Unrechtsstaat mutieren. Hier gelte dann für Christen das Tyrannidem opprimere aus dem schottischen Bekenntnis. Barth wurde konkret: Es könne sein, dass man es mit einer Regierung von „Lügnern und Wortbrüchigen, Mördern und Brandstiftern“ zu tun bekäme. Die im Gottesdienst übliche Fürbitte für die Regierung könne dann nur das „Gebet um ihre Beseitigung“ sein. „Und würden wir dann nicht, diesem Gebet entsprechend, auch handeln müssen?“ Diese Kombination von Beten und Arbeiten ist für Barths Ethik charakteristisch. Man könne nur um das beten, für dessen Verwirklichung man selbst im Rahmen der eigenen Möglichkeiten arbeite, führte er 1938 in Rechtfertigung und Recht aus. Wer darum bete, dass der Staat als Rechtsstaat erhalten bliebe oder wieder zum Rechtsstaat werde, der solle sich persönlich dafür einsetzen, und mit der Confessio Scotica und Ulrich Zwingli auch die Möglichkeit ins Auge fassen, dass ungerechte Machthaber „mit Gott entsetzt werden müssen.“